# Eubazus glabriclypealis
Eubazus glabriclypealis är en stekelart som beskrevs av Van Achterberg 2000. Eubazus glabriclypealis ingår i släktet Eubazus och familjen bracksteklar. Inga underarter finns listade i Catalogue of Life.